# Gim
Gim Killian (* 3. April 1981 in Kochi, Indien) ist eine deutsche Sängerin indischer Abstammung.
Im Alter von sechs Monaten kam Gim mit ihrer Mutter nach Deutschland, ihr Vater und ihre Schwester folgten kurz darauf. Sie sammelte erste Erfahrungen als Sängerin des Musicals Little Shop of Horrors und bei dem Gospel-Chor Voices of Praise. Sie bewarb sich spontan bei einem Casting in der ProSieben-Sendung Lovestories mit Andreas Türck, bei dem der Sänger Ben nach einer Duett-Partnerin suchte. Gim wurde aus tausenden Bewerberinnen ausgewählt und Anfang 2002 erschien die Single Engel unter dem Namen Ben feat. Gim mit ihrem Gesang. Die Single schaffte es auf Platz eins in Österreich und Platz zwei in den deutschen Charts. Ihre darauffolgende Single Mein Tag, mein Licht, eine Coverversion des Songs Ain’t No Sunshine zusammen mit der Gruppe Jazzkantine konnte sich nicht mehr platzieren.